# Ян Борейко Ходько
Ян Борейко Ходько (пол. Jan Borejko Chodźko; 24.06.1777, Кривичі — 10.11.1851, Заславль) — громадський і політичний діяч часів Речі Посполитої. Літератор, прозаїк, драматург, поет і юрист. Великий магістр масонської ложи «Північний смолоскип» у Мінську. Підписував свої твори псевдонімами: Ян зі Свислочи, Пан Ян зі Свислочи, Ян зі Свислочи гербу Костеша та інші. 

## Життєпис
Ян Борейко Ходько народився в родинному маєтку Кривичі Вілейського повіту, Мінського воєводства. Маєток належав його батькам — шляхтичу Йосипу герба «Костеша» та Констанції з Буйницьких. Навчався у Кривицькій школі Ордену Тринітаріїв. Пізніше закінчив Віленську головну школу (пол. Szkoła Główna Wileńska, з 1803 року перетворена на університет). Займався літературною творчістю, юриспруденцією та громадською діяльністю.
Батько помер рано. Для того, щоб уникнути опікунства, юнак звернувся до короля Речі Посполитої Станіслава Августа Понятовського з клопотанням про визнання його повнолітнім. У 16 років Ян був обраний цивільно-військовим комісаром Ошмянського повіту. На Гродненському сеймі 1794 року Ян Ходько був визнаний повнолітнім. 1795 р. став працювати асесором суду в Поставах, потім там же став працювати підсудком.
1808 року Яна Ходька призначили підкаморієм Вілейського повіту. До його обов'язків входив розгляд земельних спорів. У 1811 році обіймав посаду президента земського Трибуналу з Мінської губернії. Був візитатором шкіл Віленської та Мінської губерній.
З натхненням сприйняв звістку прихід армії Наполеона Бонапарта у межі Російської імперії влітку 1812 року, сподіваючись, що французький імператор відновить незалежність Речі Посполитої. Зберіг запаси провіанту, які були в місті, які й передав французької армії. Після відступу російської армії з Мінська став начальником Другого департаменту (відділу) губернського суду та очолив Тимчасову раду міста за часів Великого князівства Литовського.
Після поразки французів Ян Ходько змушений був залишити батьківщину і повернувся лише після амністії, оголошеної імператором Олександром I. Знову почав брати активну участь у громадському житті.
У 1816 році для відстоювання інтересів скарбниці у Радзивілівських справах було створено Прокураторію, яку очолив президент Головного суду 2-го департаменту Мінської губернії Ян Ходзько. Був секретарем Благодійного товариства у Мінську.
1816 року з його ініціативи було створено масонську ложу «Північний смолоскип» у Мінську. Ян Ходько став Великим магістром ложі. До 1822 ложа налічувала 152 «вільних мулярів». Також був одним з організаторів ложи «Школа Сократа» у Вільно та літературного гуртка Товариства Шубравців.
У березні 1818 року Я. Ходько звільнився з посади прокуратора радзивілівської комісії та передав справи Михайлу Заліському. Зайнявшись проблемами освіти у краї, Ян Ходзько надрукував у журналі польську. "Dzieje Dobroczynności Krajowey i Zagraniczney" ("Історія благодійності національної та закордонної", № 1, серпень 1820) статтю, в якій висловився за поширення освіти серед народу.
1826 року Ян Ходзько був заарештований у справі філоматів та вивезений до Санкт-Петербурга. Під час слідства перебував у Петропавлівській фортеці, потім був засуджений до 2 років тюремного ув'язнення. У 1828 році його вислали з території колишньої Речі Посполитої: спочатку до Петербурга, потім у Вороніж, В'ятку та Перм під поліцейський нагляд. Із заслання Яну Ходько вдалося втекти.
У 1830-1831 роках він брав участь у польському повстанні. Після придушення повстання він був засланий на Урал.
1834 року він повернувся до Кривичів у віці 57 років. Вдома його зустрічали мати, дружина, дочка Софія та син Фелікс. Господарство у Кривичах занепало. Через нестачу фінансових коштів змушений був продати свій маєток. Разом із дружиною Кларою придбав невеликий панський маєток Яновщину. Після смерті зятя, разом із дружиною переїхав до своєї дочки Софії в маєток Роговичі, розташований за 22 км на захід від Мінська.
У 1851 році дорогою до Мінська він захворів і в Заславлі помер. Він похований на католицькому цвинтарі біля костелу Різдва Пресвятої Діви Марії у Заславлі.

## Родина
Дружина - Клара з роду Корсаків (1770-1852).
Діти – шестеро синів і одна донька:
- Станіслав Ігнатій Ходько (1794-1861) - хімік, професор, публікував роботи із землеробства;
- Владислав Ходько (1799-1842) - суддя, засідатель суду Вілейського повіту. Життя закінчилося трагічно — коли захворів, застрелився на квартирі у Вілейці;
- Йосип Іванович Ходько (1800-1891) - генерал російської армії, відомий вчений - військовий геодезист, географ і картограф. Вперше здійснив Велику тріангуляцію гір Кавказ, названу його ім'ям. На її основі створили перші карти Кавказу на суворій математичній основі. Вперше у світовій практиці в 1850 виробляв точні геодезичні виміри з вершини гори Великий Арарат безперервно протягом декількох днів. Автор теорії виникнення гір Кавказу та першої науково обґрунтованої схеми орографії гірської країни Кавказ. Імператорське Російське географічне товариство нагородило його золотою Костянтинівською медаллю за праці з географії. Кавалер низки орденів Російської імперії за участь у бойових діях на Кавказі;
- Фелікс Наполеон Ходько — очолював повстанський загін у Кривичах під час повстання 1830—1831 років; на еміграції працював інженером на залізницях у Франції. За досягнення у галузі фізики був нагороджений золотою медаллю;
- Олександр Ходько (1804—1891) — поет-романтик, фольклорист, професор слов'янських літератур, захоплювався сходознавством. Видав 5 наукових праць, записав фольклор туркменів, персів, склав турецький розмовник;
- Михайло Ян Ходько (1808-1879) - учасник повстання 1830-1831 років, написав поеми "Десять картинок з поїздки до Польщі" і "Два Акта", сім дослідницьких робіт з краєзнавства, перекладав з німецької та англійської мов;
- Софія Ходько — жила з чоловіком у маєтку Роговичі, пізніше перебралася на Кавказ у місто Тифліс до брата Йосипа.

Леонард Ходько (1800-1871) - двоюрідний брат Яна Ходька; історик, географ, картограф, видавець, архіваріус та громадський діяч.
Племінником Яна Ходька був історик і письменник Ігнатій Ходько (1794-1861).

## Твори
- Bolesław Krzywousty. Tragikomedia w 5 aktach, wyst. Wilno 1804 i nn.; wyst. również: Warszawa i inne miasta; niewydana; rękopisy: Biblioteka Narodowa (Zbiory Raperswilskie, sygn. 454; zniszczone w roku 1944), Biblioteka Narodowa (BOZ, sygn. 974)
- Krakus. Tragedia w 5 aktach, powst. 1804; fragmenty ogł.: Dziennik Wileński 1816, t. 3, nr 17, s. 394-406; pt. "Krakus, książę Polski. Tragedia oryginalnie napisana w roku 1804, dotąd drukiem nie ogłoszona", Rubon 1845, t. 5 – 1846, t. 7; wyst. Warszawa 25 lutego 1825; rękopis: Biblioteka Narodowa (BOZ sygn. 974a)
- Litwa oswobodzona, czyli przejście Niemna. Komedia oryginalna wierszem w 1 akcie, do szczęśliwego odrodzenia się ojczyzny naszej zastosowana, wyst. Mińsk 15 sierpnia 1812, wyd. Mińsk 1812; kopia rękopisu znajdowała się w Bibliotece Narodowej (Zbiory Raperswilskie, sygn. 772; zniszczona w roku 1944)
- "Mowa Jana Chodźki, byłego prezydenta 2-go departamentu mińskiego, członka Wileńskiego Towarzystwa Dobroczynności, na sesji publicznej tegoż Towarzystwa dnia 16 grudnia 1817 roku miana", wyd. w zbiorku: Posiedzenie publiczne Wileńskiego Towarzystwa Dobroczynności odbyte w Wilnie dnia 16 grudnia 1817 r., Wilno brak roku wydania, s. 17-32; rękopis znajdował się w Bibliotece im. Wróblewskich, Wilno, sygn. 877
- Pan Jan ze Świsłoczy, kramarz wędrujący, dziełko uznane przez Rząd Cesarskiego Wileńskiego Uniwersytetu za pożyteczne dla szkół parafialnych, Wilno 1821; wyd. następne: Wilno 1824; wyd. 2 Wilno 1825; zobacz: Pisma rozmaite autora "Pana Jana ze Świsłoczy", t. 11-12, (2 pierwsze wydania bez wskazania nazwiska autora; jest to przeróbka utworu M.L. de Jussieu Simon de Nantua ou le marchand forain), przekł. litewski: J. Rupejko Jonas isz Swisłoczes krominikas wędrawois..., Wilno 1823; wyd. następne: pt. Jonas Iszwisłoczius kromininkas, Wilno 1860
- "Pan Wojski. Powieść z końca XVIII wieku", Tygodnik Petersburski 1830, nr: 38-39, 42; odb. w zbiorku: Trzy powieści: Kufer i upiór, Pan Wojski, Waza etruska. Z Tygodnika Petersburskiego, r. 1830, Petersburg 1830; wyd. następne: zobacz Pisma rozmaite autora "Pana Jana ze Świsłoczy", t. 1
- Pierwsza miłość, czyli pamiątka dziecinności. Komedioopera w 1 akcie. Wolny przekład z E. Scribe, wyst. Perm' 1831; wyd. zobacz: Pisma rozmaite autora "Pana Jana ze Świsłoczy", t. 2
- Stary pan młody. Komedioopera we 2 aktach. Wolny przekład z pp. (E.) Scribe i Milesville (Mélesville), wyst. Perm' 1831; wyd. zobacz: Pisma rozmaite autora "Pana Jana ze Świsłoczy", t. 2
- Panna na wydaniu. Komedia we 3 aktach, z jednoaktowego wodewilu francuskiego E. Scribe naśladowano i zastosowano do obyczajów krajowych, wyst. Perm' 1831; wyd. zobacz: Pisma rozmaite autora "Pana Jana ze Świsłoczy", t. 4
- Kłamca prawdomówny. Komedia w 1 akcie. Przełożona z wodewilu francuskiego E. Scribe, wyst. Perm' 1831; wyd. zobacz: Pisma rozmaite autora "Pana Jana ze Świsłoczy", t. 4
- Dom zajezdny w Górach Pirenejskich. Komedioopera w 1 akcie napisana przez pp. (E.) Scribe i (Ch. G.) Delestre. Wolny przekład, wyst. Perm' 1831; wyd. zobacz: Pisma rozmaite autora "Pana Jana ze Świsłoczy", t. 6
- Niewiasta panem domu. Komedioopera w 1 akcie. Wolny przekład z francuskiego oryginału E. Srcibe, wyst. Perm' 1831; wyd. zobacz: Pisma rozmaite autora "Pana Jana ze Świsłoczy", t. 6
- Pan bez lokaja, lokaj bez pana. Komedioopera w 1 akcie. Wolny przekład (z E. Scribe i L. E. Dupaty), wyst. Perm' 1831; wyd. zobacz: Pisma rozmaite autora "Pana Jana ze Świsłoczy", t. 8
- Bogaty spadek. Komedioopera w 1 akcie. Wolne tłumaczenie pp. (L. E.) Dupaty i (E.) Scribe, wyst. Perm' 1831; wyd. zobacz: Pisma rozmaite autora "Pana Jana ze Świsłoczy", t. 8
- Pisma rozmaite autora "Pana Jana ze Świsłoczy", t. 1-6, Wilno 1837; t. 7-11, Wilno 1841; t. 12, Wilno 1842; zawartość:
  - t. 1: "Pani Kasztelanowa i jej sąsiedztwo. Powieści z końca XVIII wieku. T. 1", "Pan Wojski. Powieść z końca XVIII wieku", "Państwo Cześnikostwo
  - t. 2: "Teatr. Wolny przekład lub naśladowanie z pana Scribe i innych. T. 1", "Pierwsza miłość, czyli pamiątka dziecinności. Komedioopera w 1 akcie. Wolny przekład z E. Scribe", "Stary pan młody. Komedioopera we 2 aktach. Wolny przekład z pp. (E.) Scribe i Milesville (Mélesville)"
  - t. 3: "Pani Kasztelanowa... T. 2", "Podróż do pani Kasztelanowej", "Pani Kasztelanowa"
  - t. 4: "Teatr... T. 2", "Panna na wydaniu. Komedia we 3 aktach, z jednoaktowego wodewilu francuskiego E. Scribe naśladowano i zastosowano do obyczajów krajowych", "Kłamca prawdomówny. Komedia w 1 akcie. Przełożona z wodewilu francuskiego E. Scribe"
  - t. 5: "Pani Kasztelanowa... T. 3", "Imieniny pani Kasztelanowej", "Pani Starościna"
  - t. 6: "Teatr... T. 3", "Dom zajezdny w Górach Pirenejskich. Komedioopera w 1 akcie napisana przez pp. (E.) Scribe i (Ch. G.) Delestre. Wolny przekład", "Niewiasta panem domu. Komedioopera w 1 akcie. Wolny przekład z francuskiego oryginału E. Srcibe"
  - t. 7: "Pani Kasztelanowa... T. 7" (!, faktycznie: t. 4), "Sejmiki", "Mój stryjaszek"
  - t. 8: "Teatr... T. 4", "Pan bez lokaja, lokaj bez pana. Komedioopera w 1 akcie. Wolny przekład (z E. Scribe i L. E. Dupaty)", "Bogaty spadek. Komedioopera w 1 akcie. Wolne tłumaczenie pp. (L. E.) Dupaty i (E.) Scribe"
  - t. 9: "Pani Kasztelanowa... T. 5", "Interesa"
  - t. 10: Powieści. Dokończenie "Sąsiedztwa pani Kasztelanowej"' T. 6: I. Henryczek; II. Koroniarz(!) w Wilnie; III. Święta Bożego Narodzenia na Litwie
  - t. 11-12: Pan Jan ze Świsłoczy, kramarz wędrujący, dziełko uznane przez Rząd Cesarskiego Wileńskiego Uniwersytetu za pożyteczne dla szkół parafialnych.
- Słownik przysłów, przypowieści, zdań obyczajowych i szczególniejszych obrotów mowy polskiej. Ze skrócenia słownika S.B. Lindego oraz z wyjątków późniejszych dzieł ułożony, cz. 1-3, powst. 1830, niewydany
- Wiadomości historyczno-statystyczne o diecezji rz.-katolickiej mińskiej, cz. 1-2, powst. około roku 1845; rękopis (kopia z autografu): Biblioteka Jagiellońska, sygn. 6039; fragm. ogłoszono pt. "Zapiski śp. Jana Chodźki o niektórych kościołach na Litwie", Pamiętnik Religijno-Moralny 1859, seria II, t. 4 (tu opis kościołów w Krzywiczach i Nieświeżu)
- Modlitwy sierot, Wilno 1858
- Malarz i przędziarka albo moc przyrodzenia. Drama w 3 aktach, niewydana, rękopis znajdował się w Bibliotece im. Wróblewskich, Wilno sygn. 878
- Nimfa Niemna. Komedia (?)
- Artykuły i drobne utwory ogłaszane w czasopismach i wydawnictwach zbiorowych: Athenaeum (tu: "Korespondencja literacka" 1847-1848); Dzieje Dobroczynności Krajowej i Zagranicznej (tu m.in.: "O szkółkach parafialnych i wiejskich" 1820, s. 315-326; "Wspomnienie zmarłych członków Towarzystwa Wileńskiego Dobroczynności na publicznym posiedzeniu dnia 1 lipca 1821 r." 1821, s. 677-683); Dziennik Wileński (tu m.in.: "O eksdywizjach, czyli o podziale sądowym majątku dłużnika dla wierzycieli" 1816, t. 4, s. 194-227); Gazeta Tymczasowa Mińska (1812); Rubon (tu m.in.: "Góra Warhan" 1843, t. 3, s. 3-11; "Odrywek z powieści: Brat i siostra. Rozmowy między książęciem O., jego małżonką i ks. Pafnucym kapelanem 1845, t. 5, s. 123-135; "Myśli o zakonach mniszych w powszechności" 1846, t. 7, s. 32-38; "O trybie instrukcji publicznej w dawnym Wielkim Księstwie Litewskim po skasowaniu zakonu jezuickiego. Wyjątek z pamiętników nieogłoszonych" 1846, t. 7, s. 38-46); Tygodnik Petersburski (1830); Wiadomości Brukowe (tu m.in.: "Nowe doświadczenie magnetyczne" 1817, nr 7).